# Katie Meili
Katie Meili (n. 16 aprilie 1991, Carrollton⁠(d), Texas, SUA) este o înotătoare americană, medaliată olimpică. A participat la o ediție a Jocurilor Olimpice (2016) în care a câștigat o medalie de bronz.

## Participări
Lista de mai jos prezintă principalele competiții la care a participat Katie Meili de-a lungul carierei.
- Natação nos Jogos Olímpicos de Verão de 2016 - 100 m peito feminino[*]